# Tarachodes gigas
Tarachodes gigas är en bönsyrseart som beskrevs av Sjostedt 1930. Tarachodes gigas ingår i släktet Tarachodes och familjen Tarachodidae. Inga underarter finns listade i Catalogue of Life.